# Carinascincus microlepidotus
Carinascincus microlepidotus — вид сцинкоподібних ящірок родини сцинкових (Scincidae). Ендемік Австралії.

## Поширення і екологія
Carinascincus microlepidotus мешкають у високогір'ях центральної і південної Тасманії, на північ до гори Оуклі та на схід до гори Веллінґтон. Вони живуть у альпійських районах вище лінії дерев, де трапляються на кам'янистих пустищах, осипах і берегах гірських озер, гріються на скелях, ховаються в тріщинах серед скель або в невисокій рослинності. Зустрічаються на висоті понад 1000 м над рівнем моря.  Живородні, народжують 2-3 дитинчат.

## Збереження
МСОП класифікує цей вид як вразливий. Carinascincus microlepidotus загрожують зміни клімату.